# Blind Faith
Blind Faith je bio engleski blues rock sastav. Činili su ga Eric Clapton, Ginger Baker, Steve Winwood i Ric Grech. Bio je jedna od prvih "supergrupa". Izdali su samo jedan album, album Blind Faith. Objavili su ga kolovoza 1969. godine. Stilski su bili slični sastavima u kojima su Winwood, Baker i Clapton prethodno svirali, Trafficu i Creamu. Rad Blind Faitha pionirski je rad u žanru blues rock fuzije bluesa i rocka.

## Povijest
Osnovao ga je Steve Winvood 1969. godine, s Ericom Claptonom, Gingerom Bakerom i Ricom Grechom. 
Formiranje vuče korijene iz polovine 1968., raspadom Creama. Kao prva "supergrupa", Cream je postao financijski generator koji je prodavao milijune ploča u samo par godina. Podigao je repertoar sastava i svakog člana do međunarodne popularnosti. Usprkos uspjehu, sastav se raspadao iznutra zbog učestalog animoziteta između Jacka Brucea i Gingera Bakera, dok se Eric Clapton svim silama trudio biti posrednik. Pored toga Clapton se umorio svirajući komercijalni blues i nadao se pomaku k novom, eksperimentalno, manje pravocrtnom pristupu žanru.
Steve Winwood suočavao se sa sličnim problemima u sastavu The Spencer Davis Group, gdje je bio vodeći vokal tri godine. Winwood je želio eksperimentirati sa zvukom svog sastava infuzirajući elemente jazza. Zbog drukčijeg glazbenog pristupa, formirao je novi sastav — Traffic 1967. godine. Sastav se privremeno raspao 1969. te je sa svojim dobrim prijateljem Claptonom u njegovom podrumu u Surreyu održavao jam sesije. Winwood i Clapton već su prije surađivali na projektu "Powerhouse". Clapton je bio zadovoljan svirkama. 
Svibnja 1969. pozvali su k sebi basista Familyja Rica Grecha. Za kratkog rada uspjeli su objaviti jedan album. Svirke su snimio Andy Johns u studiju Morgan i Alan O'Duffy u Olympicu, a sve pod nadzorom producenta Jimmyja Millera. Do završetka snimanja sastav je dobio ime Blind Faith (Slijepa nada), po Claptonovom ciničnom pogledu na novi sastav.
Vijest o formiranju ovog sastava izazvala je žamor među slušateljstvom i tiskom, koji je novi sastav nazvalo "super Cream". Prva svirka bio je besplatni koncert u londonskom Hyde Parku 7. lipnja 1969.
Sastav je održao turneju, premda je Clapton nevoljko pristupio tome. Problem je bio i to što su imali pjesama dovoljno samo za jedan sat svirke. 
Clapton je nakon nekog vremena napustio sastav. 

## Članovi
- Eric Clapton – gitara, vokal
- Steve Winwood – orgulje, bas-gitara, gitara, klavir, klavijature, vokal, harmonika
- Ginger Baker – perkusije, bubnjevi
- Ric Grech – bas-gitara, violina, vokal

## Diskografija
- Blind Faith kolovoza 1969. br. 1 (SAD) (platinasta), rujna 1969. br. 1 (UK) (zlatna).

## Videografija
- London Hyde Park 1969

## Top-ljestvice
Blind Faith na Billboardovim ljestvicama u Sjevernoj Americi:
| God.  | Top-ljestvica | Mjesto |
| ----- | ------------- | ------ |
| 1969. | Black Albums  | 40.    |
| 1969. | Pop Albums    | 1.     |
| 1977. | Pop Albums    | 126.   |

## Vanjske poveznice
- Priča Blind Faitha - sa službenog arhiva Gingera Bakera
- Službeni arhiv Gingera Bakera
- Službene stranice Erica Claptona
- Službene stranice Stevea Winwooda